# 小原 (津山市)
小原（おばら）は岡山県津山市にある地名。郵便番号は708-0001。

## 地理
旧・西苫田村の北部に位置する。

## 歴史

### 沿革
- 1889年6月1日 - 町村制施行に伴い、西北条郡小原村が同郡小田中村、上河原村、総社村、山北村と合併し、西苫田村となる。小原村は大字小原となる。
- 1900年4月1日 - 西北条郡が西西条郡、東南条郡、東北条郡と合併し、苫田郡となる。
- 1929年2月11日 - 津山町が周辺の町村と合併し、市制施行し、津山市となる。

## 世帯数と人口
2021年（令和3年）1月1日現在の世帯数と人口は以下の通りである。
| 町丁 | 世帯数    | 人口    |
| ---- | --------- | ------- |
| 小原 | 1,657世帯 | 3,635人 |

## 小・中学校の学区
市立小・中学校に通う場合、学区は以下の通りとなる。
| 番地         | 小学校             | 中学校             |
| ------------ | ------------------ | ------------------ |
| 国府町       | 津山市立北小学校   | 津山市立鶴山中学校 |
| 小原・小原東 | 津山市立弥生小学校 | 津山市立北陵中学校 |

## 交通

### 道路
- 岡山県道68号津山加茂線
- 岡山県道452号小原船頭線

## 施設
- つゝや・五大北天まんじゅう
- 毎日新聞津山通信部
- 中国銀行津山北支店
- 津山市西苫田公民館
- かぐらお交番